# Runcorn
Runcorn este un oraș în comitatul Cheshire, regiunea North West, Anglia. Orașul se află în districtului unitar Halton.